# Ostpreußenhütte
Die Ostpreußenhütte ist eine Schutzhütte der Sektion Königsberg/Pr. des Deutschen Alpenvereins in 1630 m ü. A. Höhe am Fuß des Hochkönigs. Das Gebäude steht unter Denkmalschutz (Listeneintrag).

## Geschichte
Zum Gedenken an die 1731/32 nach Ostpreußen vertriebenen Salzburger Exulanten wurde die Hütte 1927 von der Sektion Königsberg/Pr. des Deutschen und Österreichischen Alpenvereins (DuOeAV) erbaut. Der Bau wurde ermöglicht von Prinz Friedrich Leopold von Preußen, der das Grundstück dem DuOeAV zu diesem Zweck übergab. Nach nur einjähriger Bauzeit wurde die Ostpreußenhütte auf dem 1630 m ü. A. hohen Rettenbachriedel durch Franz Boy am 28. Juni 1928 eingeweiht. Im Krupp-Zimmer hängen zwei Bilder mit Reproduktionen aus dem Liederbuch der Albertina, die das Corps Masovia dem Hüttenobmann Dr. Schnorrenberg in Starnberg übersandte. 1945 von den Alliierten beschlagnahmt, kam die Hütte an Österreich unter Verwaltung des Österreichischen Alpenvereins. Erst 1974 wurde die heute in München ansässige Sektion Königsberg/Pr. des Deutschen Alpenvereins wieder in das Grundbuch eingetragen. Die Hütte liegt in den Berchtesgadener Alpen im Land Salzburg hoch über dem Tal der Salzach unweit von Werfen.

## Lage
Aufgrund der guten Erreichbarkeit ist sie ein sehr beliebtes Ausflugsziel von Wanderern und Tagesgästen, die hier einkehren und den Blick zum Hochkönig genießen können. Außerdem ist die Ostpreußenhütte ein wichtiger Stützpunkt für Bergsteiger, die von hier aus über den längsten, aber leichtesten Weg zum Franz-Eduard-Matras-Haus auf dem Hochkönig gelangen können. Im Winter sind auch Schneeschuhwanderungen, Schlitten- und Skitouren möglich; dann ist die Hütte ab 26. Dezember bis Mitte März ebenfalls geöffnet.
Wegen der Corona-Pandemie wurde die Hütte im Oktober 2020 geschlossen. In den Folgejahren wurde die Schließung für Sanierungsmaßnahmen genutzt. Im Winter 2023 wurde sie wieder geöffnet.

## Wege
Die Hütte ist ein Stützpunkt auf dem Nordalpenweg (Österreichischer Weitwanderweg 01).

### Zugänge
- Von der Dielalm (1020 m), Parkplatz, erreichbar von Werfen über den Hüttenweg, leicht, Gehzeit: 2 Stunden.
- Von Pfarrwerfen (560 m) über Sonneckhütte und Blienteckalm, leicht, Gehzeit: 3½ Stunden.
- Von Tenneck (540 m) über Forststraße und Blienteckalm, leicht, Gehzeit: 4½ Stunden.

### Übergänge
- Franz-Eduard-Matras-Haus (2941 m) über Steingrube und Übergossene Alm, mittel, Gehzeit: 4 bis 6 Stunden.
- Eckberthütte (1140 m) über Blühnbachtal, leicht, Gehzeit: 3 Stunden.

### Gipfelbesteigungen
- Gamskarkogel (2013 m) über Steingrube, leicht, Gehzeit: 1 Stunde.
- Aibleck/Eibleck (2361 m) über Steingrube, leicht, Gehzeit: 2¼ Stunden.
- Floßkogel (2437 m) über Steingrube, leicht, Gehzeit: 2½ Stunden.
- Hochkönig (2941 m) über Steingrube und Übergossene Alm, mittel, Gehzeit: 4 bis 6 Stunden.